# Браунс-Крик (тауншип, Миннесота)
Браунс-Крик (англ. Browns Creek) — тауншип в округе Ред-Лейк, Миннесота, США. На 2000 год его население составило 58 человек.

## География
По данным Бюро переписи населения США площадь тауншипа составляет 31,3 км², из которых 31,3 км² занимает суша, водоёмов нет.

## Демография
По данным переписи населения 2000 года здесь находились 58 человек, 20 домохозяйств и 16 семей. Плотность населения —  1,9 чел./км². На территории тауншипа расположено 20 построек со средней плотностью 0,6 построек на один квадратный километр. Расовый состав населения: 100,00 % белых. Испанцы или латиноамериканцы любой расы составляли 5,17 % от популяции тауншипа.
Из 20 домохозяйств в 35,0 % воспитывались дети до 18 лет, в 70,0 % проживали супружеские пары и в 20,0 % домохозяйств проживали несемейные люди. 20,0 % домохозяйств состояли из одного человека, при том 15,0 % из — одиноких пожилых людей старше 65 лет. Средний размер домохозяйства — 2,90, а семьи — 3,31 человека.
27,6 % населения — младше 18 лет, 13,8 % — в возрасте от 18 до 24 лет, 25,9 % — от 25 до 44, 20,7 % — от 45 до 64, и 12,1 % — старше 65 лет. Средний возраст — 35 лет. На каждые 100 женщин приходилось 152,2 мужчин. На каждые 100 женщин старше 18 приходилось 133,3 мужчин.
Средний годовой доход домохозяйства составлял 43 125 долларов, а средний годовой доход семьи —  44 063 доллара. Средний доход мужчин —  19 063  доллара, в то время как у женщин — 20 625. Доход на душу населения составил 11 834 доллара. За чертой бедности находились 21,1 % семей и 23,9 % всего населения тауншипа, из которых 27,3 % младше 18 и 28,6 % старше 65 лет.